# Кенні Міллер
Кенні Міллер (англ. Kenny Miller, нар. 23 грудня 1979, Единбург) — шотландський футболіст, нападник. Відомий виступами за «Вулвергемптон», «Рейнджерс» та збірну Шотландії.

## Клубна кар'єра
У дорослому футболі дебютував 1996 року виступами за команду клубу «Гіберніан», в якій провів чотири сезони, взявши участь у 45 матчах чемпіонату. З 1998 року один сезон провів в оренді у клубі «Стенгаузмюїр».
Згодом з 2000 по 2001 рік грав у складі команди клубу «Рейнджерс».
Своєю грою за останню команду привернув увагу представників тренерського штабу клубу «Вулвергемптон Вондерерз», до складу якого приєднався 2001 року. Відіграв за клуб з Вулвергемптона наступні п'ять сезонів своєї ігрової кар'єри. Більшість часу, проведеного у складі «Вулверхемптона», був основним гравцем атакувальної ланки команди.
Протягом 2006—2008 років захищав кольори клубів «Селтік» та «Дербі Каунті». Протягом цих років виборов титул чемпіона Шотландії.
У 2008 році повернувся до клубу «Рейнджерс». Цього разу провів у складі його команди три сезони. Граючи у складі «Рейнджерс» також здебільшого виходив на поле в основному складі команди. У складі «Рейнджерс» був одним з головних бомбардирів команди, маючи середню результативність на рівні 0,61 голу за гру першості. За цей час додав до переліку своїх трофеїв ще один титул чемпіона Шотландії.
З 2011 по 2012 рік продовжував кар'єру в клубах «Бурсаспор» та «Кардіфф Сіті».
До складу канадського «Ванкувер Вайткепс» приєднався 2012 року.

## Виступи за збірні
Протягом 2000–2001 років залучався до складу молодіжної збірної Шотландії. На молодіжному рівні зіграв у 7 офіційних матчах, забив 2 голи.
У 2001 році дебютував в офіційних матчах у складі національної збірної Шотландії. Наразі провів у формі головної команди країни 62 матчі, забивши 17 голів.

## Титули і досягнення
- Чемпіон Шотландії (4):

«Селтік»: 2006–07
«Рейнджерс»: 2008–09, 2009–10, 2010–11
- Володар Кубка Шотландії (2):

«Селтік»: 2006–07
«Рейнджерс»: 2008–09
- Володар Кубка шотландської ліги (1):

«Рейнджерс»: 2009–10
- Найкращий бомбардир Чемпіонату Шотландії (1): 2010–11